# Michael Angold
Michael Angold (ur. 1940) – brytyjski bizantynista, emerytowany profesor historii na uniwersytecie w Edynburgu.

## Życiorys
Ukończył studia na Uniwersytecie Oksfordzkim. Od 1970 pracował na uniwersytecie w Edynburgu, gdzie od 1996 był profesorem. W 2005 przeszedł na emeryturę.
Michael Angold zajmował się dziejami średniowiecza i renesansu, a zwłaszcza dziejami Bizancjum. Jego zainteresowania badawcze koncentrowały się na okresie dynastii Komnenów i dziejach Kościoła w okresie późnobizantyńskim.

## Wybrane publikacje
- A Byzantine Government in Exile: Government and Society under the Laskarids of Nicaea, 1204-1261, London: Oxford University Press 1975.
- The Byzantine Empire, 1025-1204: a Political History, London: Longman 1984.
- Church and Society in Byzantium under the Comneni, 1081-1261, Cambridge: Cambridge University Press 1995.
- Byzantium: the Bridge from Antiquity to the Middle Ages, London: Weidenfeld & Nicolson 2001.
- The Fourth Crusade: Event and Context, Harlow: Longman 2003.
- The Fall of Constantinople to the Ottomans, Pearson 2012.

### Publikacje pod redakcją
- The Byzantine Aristocracy, IX to XIII Centuries (BAR International Series 221, Oxford: BAR, 1984)
- Eastern Christianity (Cambridge: Cambridge University Press, 2006

## Publikacje przełożone na język polski
- Cesarstwo Bizantyńskie 1025-1204. Historia polityczna, przeł. Władysław Brodzki, Wrocław: Zakład Narodowy im. Ossolińskich 1993.
- Czwarta krucjata, przeł. Beata Spieralska, Warszawa: Dom Wydawniczy Bellona 2006.
- Belle époque czy kryzys? (1025–1118) [w:] Bizancjum 1024-1492, t. 2, red. Jonathan Shepard, przeł. Jolanta Kozłowska, Robert Piotrowski, Warszawa: Wydawnictwo Akademickie Dialog 2015, s. 88-125.
- Po IV krucjacie – greckie państwa kadłubowe i odzyskanie Bizancjum [w:] Bizancjum 1024-1492, t. 2, red. Jonathan Shepard, przeł. Jolanta Kozłowska, Robert Piotrowski, Warszawa: Wydawnictwo Akademickie Dialog 2015, s. 219-243.